# Festival Nacional de Robótica
O Festival Nacional de Robótica (FNR) é um evento sobre tecnologia, realizado de forma anual em vários concelhos de Portugal.

## Descrição e história
Consiste num evento anual sobre tecnologia, que segundo a entidade organizadora, tem como finalidade «promover e estimular o ensino, a investigação científica, o desenvolvimento tecnológico e as diferentes aplicações na área da robótica». É considerado um certame de excelência para a sensibilização e recrutamento de jovens para futuras carreiras nas áreas científicas e tecnológicas, contando regularmente com a presença de alunos, professores e investigadores de várias instituições de ensino, desde escolas primárias a universidades. É composto principalmente por três vertentes: um encontro de cientistas e estudantes sobre as últimas tendências de investigação e tecnologia em robótica, competições utilizando robots, e demonstrações de função educativa, que servem para divulgar os fundamentos da robótica junto de estudantes e formadores.
O Festival Nacional de Robótica iniciou-se em 2001. A décima nona sessão foi organizada em Abril de 2019 na cidade de Gondomar, e incluiu os jogos finais em vários campeonatos. Na Liga de Robôs Médios, a equipa vencedora foi a Cambada, da Universidade de Aveiro, derrotando os antigos campeões do mundo, a equipa holandesa Tech United. Quanto à Liga de Simulação 3D, que consistiu em jogos de futebol simulados utilizando robots, em primeiro lugar ficou a equipa alemã MagmaOffenburg, Hochschule Offenburg, em segundo a AIUT3D, da universidade iraniana de Isfahan, e em terceiro a equipa FC Portugal 3D, das Universidades de Aveiro e do Porto. No concurso de condução autónoma, a equipa vencedora foi a Major Alvega da Universidade do Porto, enquanto que em segundo lugar ficou a ROTA 2019 da Universidade de Aveiro, e em terceiro a PLA seekers, do Instituto Politécnico de Leiria.
Devido à Pandemia de Covid-19, a edição de 2021, que estava prevista para Santa Maria da Feira, foi organizada de forma apenas virtual. Os vencedores do primeiro prémio nesse ano foram dois alunos do Curso Profissional de Sistemas Informáticos da Escola Básica e Secundária Dr. Serafim Leite, de São João da Madeira, com a iniciativa Smartcar, que explorou formas alternativas para controlar um veículo automóvel, incluindo por voz e através de condução autónoma. A edição de 2022 realizou-se entre Abril e Maio desse ano, no espaço Europarque, no concelho de Santa Maria da Feira, e reuniu 360 competidores, vindos principalmente de Portugal mas também da Alemanha, Brasil, China, Irão e Paquistão. Neste evento iriam ser formadas as equipas nacionais para participar no no campeonato do mundo de robótica RoboCup, que iria ter lugar em Julho, na Tailândia. Os vencedores do concurso júnior foram três alunos do Clube de robótica da Escola Secundária de Barcelinhos, em Barcelos, que elaboraram uma performance de palco inspirada pelo jogo de vídeo Angry Birds. Foi patrocinada pelo Presidente da República, Marcelo Rebelo de Sousa, que o considerou de «relevância para o incentivo dos jovens a aderirem a carreiras na área das ciências e tecnologias».

## Edições anuais
- «Robótica 2001». realizou-se de 25 a 28 de Abril de 2001, no Pavilhão Francisco de Holanda em Guimarães, envolveu na organização a Universidade do Minho, Instituto Superior Técnico e Universidade de Aveiro
- «Robótica 2002». que se realizou de 24 a 27 de Abril de 2002 no Pavilhão Aristides Hall, envolveu na organização a Universidade de Aveiro
- «Robótica 2003». que se realizou de 8 a 11 de Maio de 2003 no Centro de Congressos de Lisboa em Lisboa, envolveu na organização o Instituto Superior Técnico
- «Robótica 2004». que se realizou-se de 22 a 25 de Abril de 2004 no Pavilhão Rosa Mota no Porto, envolveu na organização o Instituto Superior de Engenharia do Porto e a Faculdade de Engenharia da Universidade do Porto
- «Robótica 2005». que se realizou de 29 de Abril a 1 de Maio de 2005 no Pavilhão Multi-Usos de Coimbra em Coimbra, envolveu na organização a Universidade de Coimbra
- «Robótica 2006». que se realizou de 28 de Abril a 1 de Maio de 2006 no Pavilhão Multiusos da Universidade de Minho em Guimarães, envolveu na organização a Universidade do Minho
- «Robótica 2007». que se realizou de 27 a 29 de Abril de 2007 no Pavilhão Desportivo em Paderne (Albufeira) no Algarve com a organização do Centro Ciência Viva do Algarve e a Câmara Municipal de Albufeira
- «Robótica 2010». que se realizou de 25 a 28 de Março no Exposalão Batalha em Leiria com a organização do Instituto Politécnico de Leiria
- Robótica 2011
- Robótica 2012
- Robótica 2013
- Robótica 2014
- Robótica 2015
- Robótica 2016
- Robótica 2017
- Robótica 2018
- Robótica 2019
- Robótica 2020 (Cancelado devido à pandemia COVID-19)
- Robótica 2021 (on-line)[3]
- Robótica 2022 - Santa Maria da Feira[1]